# Сюжетні арки з Людиною-павуком
Супергерой «Людина-павук» з'явився у багатьох американських коміксах, опублікованих «Marvel Comics», з тих пір, як він вперше з'явився у Amazing Fantasy #15 (серпень 1962). Характер з тих пір представлений у різних сюжетних арках, утворюючи довгі сюжети, історії. Ці особливі арки отримали особливі серії і пережили перевидання за ці роки. Протягом 60-х і 70-х років ці сюжетні арки звичайно тривали три тижні чи менше (іноді лише одне, таке як класична розповідь «Spider-Man No More!») І у головному Людина-павук «The Amazing Spider-Man», «The Death of Jean DeWolff» була першою популярною історією арки за межами The Amazing Spider-Man, яка з'явилася в третьому щомісячному серіалі The Spectacular Spider-Man.

## Опис
Починаючи з 1980-х років, більше популярних коміксів "Людина-павук" стали популярними, а сюжети Людина-павук стали пов'язуватись з різними коміксами. Сюжетні арки стають довшими, ніж у попередніх десятиліть, наприклад «Kraven's Last Hunt», «Maximum Carnage», та «Clone Saga». Сюжетні арки Людини-павука можна знайти у таких серіях, як The Amazing Spider-Man, The Spectacular Spider-Man, Web of Spider-Man, Spider-Man Unlimited, та Peter Parker: Spider-Man. Протягом 21-го століття, більш популярні сюжетні арки Людини-павука в основному стали проходити у серії The Amazing Spider-Man, з деякими сюжетами, які ще тривають до кінця року. 
Комікси, такі як «Secret Wars» та «Spider-Island» - це комікси з кросовер-подією, сюжет яких зазвичай проходить не тільки у серіях про Людину-павук.

## Відомі сюжетні арки
| Сюжетна арка                         | Випуск(и) | Дата публікації              | Сценарист(и)                 | Художник(и)                  |
| "If This Be My Destiny...!"          | - The Amazing Spider-Man (Vol. 1) #31-33 | грудень 1965 – лютий 1966    | Стен Лі                      | Стів Дітко                   |
| "How Green Was My Goblin!"           | - The Amazing Spider-Man (Vol. 1) #39-40 | серпень 1966 – вересень 1966 | Стен Лі                      | Джона Роміта-старший         |
| "Spider-Man No More!"                | - The Amazing Spider-Man (Vol. 1) #50-52 | липень –1967 – вересень 1967 | Стен Лі                      | Джона Роміта-старший         |
| "Doc Ock Wins!"                      | - The Amazing Spider-Man (Vol. 1) #53-56 (58) | жовтень 1967 – січень 1968   | Стен Лі                      | Джона Роміта-старший         |
| "Green Goblin Reborn!"               | - The Amazing Spider-Man (Vol. 1) #96-98 | травень – липень 1971        | Стен Лі                      | Ґіл Кейн                     |
| "The Six Arms Saga"                  | - The Amazing Spider-Man (Vol. 1) #100-102 | вересень – листопад 1971     | Стен Лі                      | Ґіл Кейн                     |
| "The Night Gwen Stacy Died"          | - The Amazing Spider-Man (Vol. 1) #121-122 | червень – липень 1973        | Джеррі Конвей                | Ґіл Кейн                     |
| "Nothing Can Stop the Juggernaut!"   | - The Amazing Spider-Man (Vol. 1) #229-230 | червень – липень 1982        | Роджер Штерн                 | Джона Роміта-молодший        |
| "The Kid Who Collects Spider-Man"    | - The Amazing Spider-Man (Vol. 1) #248 | січень 1984                  | Роджер Штерн                 | Рон Френц                    |
| "The Death of Jean DeWolff"          | - The Spectacular Spider-Man (Vol. 1) #107-110 | жовтень 1985 – січень 1986   | Пітер Девід                  | Річ Баклер                   |
| "Gang War"                           | - The Amazing Spider-Man (Vol. 1) #284-288 | січень – травень 1987        | Том Дефалько Крістофер Пріст | різноманітні                 |
| "The Wedding"                        | - The Amazing Spider-Man Annual (Vol. 1) #21 | вересень 1987                | Джим Шотер Девід Міхеліні    | Пол Раян                     |
| "Kraven's Last Hunt"                 | - Web of Spider-Man (Vol. 1) #31-32 - The Amazing Spider-Man (Vol. 1) #293-294 - The Spectacular Spider-Man (Vol. 1) #131-132                        | жовтень – листопад 1987      | Джей Ем ДеМеттьес            | Майк Зек                     |
| "Spider-Man: Coming Home"            | - The Amazing Spider-Man (Vol. 2) #30-35 | червень – листопад 2001      | Джозеф Майкл Стражинскі      | Джон Роміта молодший         |
| "Dying Wish"                         | - The Amazing Spider-Man (Vol. 1) #698-700 | листопад - грудень 2012      | Ден Слотт                    | Умберто Рамос                |
| "Dead No More: The Clone Conspiracy" | - The Amazing Spider-Man (Vol. 4) #19-24 - The Clone Conspiracy #1-5 - Prowler (Vol. 2) #1-5 - Silk (Vol. 2) #14-17 - The Clone Conspiracy: Omega #1 | жовтень 2016 – травень 2017  | Ден Слотт                    | Джим Чьон Джузеппе Камунколі |
| "Spider-Man: Back to Basics"         | - The Amazing Spider-Man (Vol. 5) #1-5 | вересень – листопад 2018     | Нік Спенсер                  | Раян Оттлі                   |